# London Live 2.0
London Live 2.0  era un programma musicale condotto da Daniele Battaglia trasmesso ogni sabato a partire dal 28 gennaio 2012 fino a marzo su Rai 2.

## Format
Il programma era basato sulla trasmissione inglese “London Live”, in onda dal 2003 su Channel 4 in Regno Unito diventando il punto di riferimento del panorama musicale inglese, nel 2012 si è formata una partnership con Rai 2 che ha consentito di avere in esclusiva e in anteprima performance di artisti internazionali, che si esibiscono dal palco del prestigioso “Koko Club” di Camden Town a Londra oltre alle esibizioni dallo studio di via Mecenate a Milano.
Nel corso della puntata, oltre alla musica vi erano rubriche e approfondimenti su fatti ed eventi musicali della settimana. Inoltre, la trasmissione prevedeva una forte interazione con il web, con la possibilità per i telespettatori di dialogare con la redazione ed il conduttore..

## Altre informazioni
La colonna sonora del programma è Anxiety degli Angels & Airwaves, altra band di Tom DeLonge frontman dei blink-182.